# Han Solo
Han Solo is een personage uit de Star Wars Saga. Solo komt voor in Episodes IV, V, VI, VII, IX en zijn eigen film. Hij is een smokkelaar voordat hij zich bij de Rebellenalliantie aansluit. In de filmreeks wordt hij vertolkt door Harrison Ford. Later werd een jongere versie van Han Solo in zijn eigen film gespeeld door Alden Ehrenreich.

## Biografie

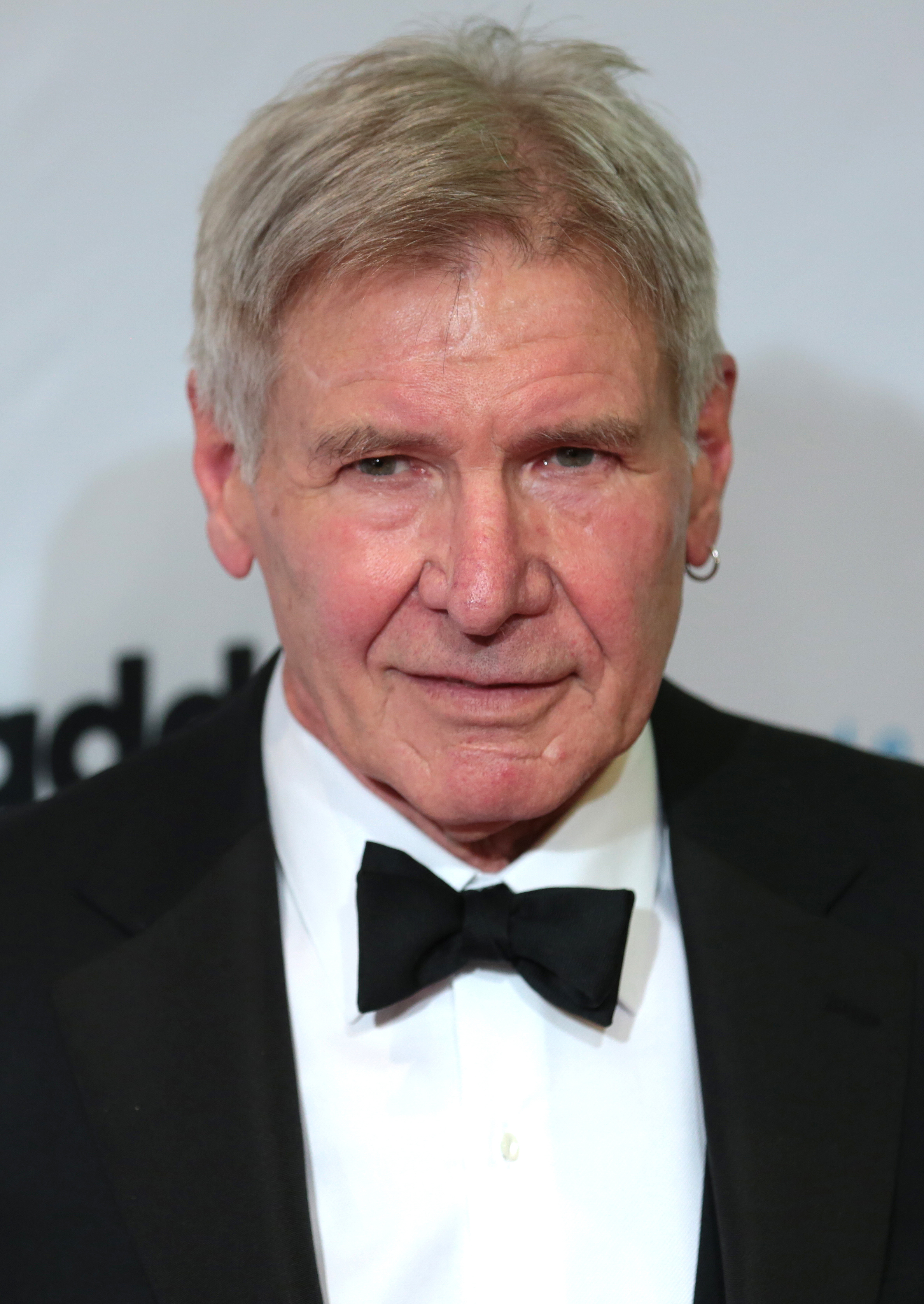
Harrison Ford vertolkte Han Solo in vier films.

Hans leven van voor de films wordt behandeld in het Expanded Universe van Star Wars. Voor hij smokkelaar werd, diende Han Solo in het keizerlijk leger. Op een dag moest hij een schip onderzoeken dat Wookieekinderen vervoerde, maar waarvan de bemanning door een volwassen Wookiee was verslagen. Deze Wookiee was Chewbacca. Han spaarde het leven van Chewbacca, wat hem zijn baan kostte maar hem de eeuwige vriendschap en trouw van Chewbacca opleverde. Hierna werden hij en Chewbacca smokkelaars. Dit ging goed, totdat hun schip, Millennium Falcon, op een dag, terwijl ze een vracht vervoerden voor Jabba the Hutt, werd onderschept  door een keizerlijk schip. Om te voorkomen dat hij door de mand zou vallen, was Han gedwongen om de hele lading snel overboord te gooien. Jabba eiste vanaf dat moment dat Han hem de volledige lading zou vergoeden.

## Episode IV: A New Hope
Han Solo is voor het eerst te zien in Episode IV waar hij door Obi-Wan Kenobi en Luke Skywalker wordt ingehuurd in de tijd waarin het dictatoriale Galactische Keizerrijk regeert. Samen met zijn copiloot Chewbacca gaan ze op weg naar de planeet Alderaan. Han accepteert de klus in de hoop eindelijk het geld te krijgen om Jabba te kunnen betalen. Als ze daar aankomen is Alderaan vernietigd door het ruimtestation van het Keizerrijk, de Death Star. De Millennium Falcon wordt door trekstraal naar de Death Star getrokken, maar omdat Han Solo er geheime compartimenten in heeft gebouwd (voor smokkelwaar), weten ze in eerste instantie aan de Keizerlijke troepen te ontkomen. Als ze eenmaal prinses Leia hebben bevrijd vertrekken ze naar de planeet Yavin IV waar zich een rebellenbasis bevindt. De Death Star komt ook die kant op en de rebellen zetten de aanval in. Als Luke Skywalker op de hielen wordt gezeten door de TIE Fighter van de Sith Lord Darth Vader en twee TIE Fighters van TIE-piloten, komt Han Solo Luke toch nog te hulp en weet Luke te redden.

## Episode V: The Empire Strikes Back
In Episode V is Han Solo een lid geworden van de Rebellen Alliantie. Omdat hij echter nog altijd zijn schuld aan Jabba niet betaald heeft, heeft deze een grote prijs op Hans hoofd gezet en is menig premiejager naar hem op zoek.
Op de planeet Hoth gaat hij op zoek naar Luke als deze niet van patrouille terugkomt naar de rebellenbasis. Als het Keizerrijk de basis heeft ontdekt, vlucht Han Solo samen met Chewbacca, Prinses Leia en C-3PO met de Millennium Falcon weg van Hoth. Door in een asteroïdengordel onder te duiken weet Han tijdelijk uit handen van Darth Vader te blijven. Helaas voor hem wordt hij op de planeet Bespin toch door Darth Vader ingerekend, ingevroren in carbonite en uitgeleverd aan Jabba de Hutt door de premiejager Boba Fett, vanwege het verraad van een oude vriend die Lando Calrissian heet. Maar Calrissian krijgt spijt van zijn daad en staat niet veel later bij de Rebellen in het krijt.

## Episode VI: Return of the Jedi
In Episode VI wordt hij bevrijd uit carbonite door Luke, Leia, Chewie, de droids en Lando Calrissian en wordt hij gepromoveerd tot Generaal bij de rebellen. Solo krijgt de opdracht het energieschild op de bosmaan van Endor te vernietigen. De bewoners van Endor zijn de Ewoks, die Han en Luke eerst niet vertrouwen en hen willen verbranden om later op te eten. Maar C-3PO weet hen van een dergelijk lot af te helpen en even later worden ze bevrijd. De Ewoks worden zelfs bondgenoten van de Rebellen. Met hulp van de Ewoks en de Rebellentroepen weten Han Solo en Prinses Leia de opdracht om het energieschild op te blazen te vervullen, terwijl Luke het duel aangaat met zijn vader en Calrissian de tweede Death Star opblaast in de ruimte met de Millennium Falcon. Deze Slag om Endor eindigt in een overwinning op het Galactische Keizerrijk.

## Expanded Universe
In de boeken die zich afspelen na Episode VI trouwt Han met Leia en krijgen ze drie kinderen: een tweeling, Jaina Solo en Jacen Solo, en Anakin Solo, vernoemd naar zijn grootvader Anakin Skywalker. Jacen Solo krijgt met Tenel Ka een kind genaamd Allana Solo.

## Episode VII: The Force Awakens
In Episode VII blijkt dat Han Solo getrouwd was met Leia, maar haar verliet om weer smokkelaar te worden nadat hun zoon Ben Solo zich bekeerde tot de Duistere Kant. Hij stuit op zijn oude schip, de Millennium Falcon, wanneer Finn en Rey deze gebruiken om naar de basis van het Verzet te gaan. Han was al jaren op zoek naar het schip, maar had niet gezocht op Jakku, waar het schip al die jaren stond. Hij besluit Finn en Rey te helpen als ze zeggen dat hun droïde, BB-8, een kaart heeft naar de verdwenen Luke. Han herenigt met Leia, en zij hoopt dat Han Ben weer naar de Lichte Zijde kan halen. Wanneer Han op Starkiller Base Ben confronteert, wordt hij echter gedood door zijn zoon. Het lichaam van Han valt daarna naar beneden richting de kern van Starkiller Base, en is waarschijnlijk tot as gereduceerd tijdens de ontploffing van Starkiller Base. Zijn dood wordt gerouwd door zijn goede vriend Chewbacca, die wraak neemt door Ben in zijn zij te schieten en veel Stormtroopers te raken. 

## Episode IX: The Rise of Skywalker
In Episode IX komt Han Solo terug als een geest/herinnering terug van Ben Solo.
Tijdens een lichtzwaardgevecht tussen Ben en Rey op het wrak van de tweede Death Star voelt Ben via 'The Force' dat zijn moeder gestorven is. Rey steekt Ben dan hem met zijn eigen lichtzwaard neer. Nadat Rey Ben heeft genezen van zijn wonden verlaat Rey Ben met zijn eigen schip. Ben wordt dus achtergelaten. Ben kan het niet goed geloven dat zijn moeder dood is, en blijft een tijdje op het wrak om na te denken. Tijdens dat hij dit doet krijgt hij bezoek van Han Solo die nu maar slechts een herinnering is. De twee Solo's praten tegen elkaar, en voor een tweede keer probeert Han Solo zijn zoon over te halen naar de lichte kant van 'The Force'. Dit lukt hem door te zeggen dat Kylo Ren dood is en dat zijn zoon leeft. Hij antwoordt met: "Dad", en Han met: "I know". Hierna gooit Ben zijn rood lichtzwaard in de oceaan waarin het wrak zich bevindt, dit markeert de terugkeer van Ben Solo en de dood van Kylo Ren.

## Stamboom familie Skywalker
Stamboom van de familie Skywalker in de officiële filmreeks:
| Cliegg Lars    | Cliegg Lars    | Cliegg Lars    | Cliegg Lars    | Cliegg Lars    | Cliegg Lars    |  |  | Shmi Skywalker   | Shmi Skywalker   | Shmi Skywalker   | Shmi Skywalker   | Shmi Skywalker   | Shmi Skywalker   |          |          |               |               |               |               |               |               |             |             |             |             |             |             |             |             |  |  |  |  |  |  |  |  |
| Cliegg Lars    | Cliegg Lars    | Cliegg Lars    | Cliegg Lars    | Cliegg Lars    | Cliegg Lars    |  |  | Shmi Skywalker   | Shmi Skywalker   | Shmi Skywalker   | Shmi Skywalker   | Shmi Skywalker   | Shmi Skywalker   |          |          |               |               |               |               |               |               |             |             |             |             |             |             |             |             |  |  |  |  |  |  |  |  |
|                |                |                |                |                |                |  |  |                  |                  |                  |                  |                  |                  |          |          |               |               |               |               |               |               |             |             |             |             |             |             |             |             |  |  |  |  |  |  |  |  |
| Owen Lars      | Owen Lars      | Owen Lars      | Owen Lars      | Owen Lars      | Owen Lars      |  |  | Anakin Skywalker | Anakin Skywalker | Anakin Skywalker | Anakin Skywalker | Anakin Skywalker | Anakin Skywalker |          |          | Padmé Amidala | Padmé Amidala | Padmé Amidala | Padmé Amidala | Padmé Amidala | Padmé Amidala |             |             | Bail Organa | Bail Organa | Bail Organa | Bail Organa | Bail Organa | Bail Organa |  |  |  |  |  |  |  |  |
| Owen Lars      | Owen Lars      | Owen Lars      | Owen Lars      | Owen Lars      | Owen Lars      |  |  | Anakin Skywalker | Anakin Skywalker | Anakin Skywalker | Anakin Skywalker | Anakin Skywalker | Anakin Skywalker |          |          | Padmé Amidala | Padmé Amidala | Padmé Amidala | Padmé Amidala | Padmé Amidala | Padmé Amidala |             |             | Bail Organa | Bail Organa | Bail Organa | Bail Organa | Bail Organa | Bail Organa |  |  |  |  |  |  |  |  |
|                |                |                |                |                |                |  |  |                  |                  |                  |                  |                  |                  |          |          |               |               |               |               |               |               |             |             |             |             |             |             |             |             |  |  |  |  |  |  |  |  |
|                |                |                |                |                |                |  |  |                  |                  |                  |                  |                  |                  |          |          |               |               |               |               |               |               |             |             |             |             |             |             |             |             |  |  |  |  |  |  |  |  |
| Luke Skywalker | Luke Skywalker | Luke Skywalker | Luke Skywalker | Luke Skywalker | Luke Skywalker |  |  |                  |                  |                  |                  |                  |                  | Han Solo | Han Solo | Han Solo      | Han Solo      | Han Solo      | Han Solo      |               |               | Leia Organa | Leia Organa | Leia Organa | Leia Organa | Leia Organa | Leia Organa |             |             |  |  |  |  |  |  |  |  |
| Luke Skywalker | Luke Skywalker | Luke Skywalker | Luke Skywalker | Luke Skywalker | Luke Skywalker |  |  |                  |                  |                  |                  |                  |                  | Han Solo | Han Solo | Han Solo      | Han Solo      | Han Solo      | Han Solo      |               |               | Leia Organa | Leia Organa | Leia Organa | Leia Organa | Leia Organa | Leia Organa |             |             |  |  |  |  |  |  |  |  |
|                |                |                |                |                |                |  |  |                  |                  |                  |                  |                  |                  |          |          |               |               |               |               |               |               |             |             |             |             |             |             |             |             |  |  |  |  |  |  |  |  |
|                |                |                |                |                |                |  |  |                  |                  |                  |                  |                  |                  |          |          |               |               | Ben Solo      |               |               |               |             |             |             |             |             |             |             |             |  |  |  |  |  |  |  |  |

Stamboom van de familie Skywalker volgens de Expanded Universe:
| Cliegg Lars    | Cliegg Lars    | Cliegg Lars    | Cliegg Lars    | Cliegg Lars    | Cliegg Lars    |               |               | Shmi Skywalker   | Shmi Skywalker   | Shmi Skywalker   | Shmi Skywalker   | Shmi Skywalker   | Shmi Skywalker   |            |            |               |               |               |               |               |               |            |            |             |             |             |             |             |             |          |          |          |          |  |  |             |             |             |             |             |             |
| Cliegg Lars    | Cliegg Lars    | Cliegg Lars    | Cliegg Lars    | Cliegg Lars    | Cliegg Lars    |               |               | Shmi Skywalker   | Shmi Skywalker   | Shmi Skywalker   | Shmi Skywalker   | Shmi Skywalker   | Shmi Skywalker   |            |            |               |               |               |               |               |               |            |            |             |             |             |             |             |             |          |          |          |          |  |  |             |             |             |             |             |             |
|                |                |                |                |                |                |               |               |                  |                  |                  |                  |                  |                  |            |            |               |               |               |               |               |               |            |            |             |             |             |             |             |             |          |          |          |          |  |  |             |             |             |             |             |             |
| Owen Lars      | Owen Lars      | Owen Lars      | Owen Lars      | Owen Lars      | Owen Lars      |               |               | Anakin Skywalker | Anakin Skywalker | Anakin Skywalker | Anakin Skywalker | Anakin Skywalker | Anakin Skywalker |            |            | Padmé Amidala | Padmé Amidala | Padmé Amidala | Padmé Amidala | Padmé Amidala | Padmé Amidala |            |            | Bail Organa | Bail Organa | Bail Organa | Bail Organa | Bail Organa | Bail Organa |          |          |          |          |  |  |             |             |             |             |             |             |
| Owen Lars      | Owen Lars      | Owen Lars      | Owen Lars      | Owen Lars      | Owen Lars      |               |               | Anakin Skywalker | Anakin Skywalker | Anakin Skywalker | Anakin Skywalker | Anakin Skywalker | Anakin Skywalker |            |            | Padmé Amidala | Padmé Amidala | Padmé Amidala | Padmé Amidala | Padmé Amidala | Padmé Amidala |            |            | Bail Organa | Bail Organa | Bail Organa | Bail Organa | Bail Organa | Bail Organa |          |          |          |          |  |  |             |             |             |             |             |             |
|                |                |                |                |                |                |               |               |                  |                  |                  |                  |                  |                  |            |            |               |               |               |               |               |               |            |            |             |             |             |             |             |             |          |          |          |          |  |  |             |             |             |             |             |             |
|                |                |                |                |                |                |               |               |                  |                  |                  |                  |                  |                  |            |            |               |               |               |               |               |               |            |            |             |             |             |             |             |             |          |          |          |          |  |  |             |             |             |             |             |             |
| Luke Skywalker | Luke Skywalker | Luke Skywalker | Luke Skywalker | Luke Skywalker | Luke Skywalker |               |               | Mara Jade        | Mara Jade        | Mara Jade        | Mara Jade        | Mara Jade        | Mara Jade        |            |            | Han Solo      | Han Solo      | Han Solo      | Han Solo      | Han Solo      | Han Solo      |            |            | Leia Organa | Leia Organa | Leia Organa | Leia Organa | Leia Organa | Leia Organa |          |          |          |          |  |  |             |             |             |             |             |             |
| Luke Skywalker | Luke Skywalker | Luke Skywalker | Luke Skywalker | Luke Skywalker | Luke Skywalker |               |               | Mara Jade        | Mara Jade        | Mara Jade        | Mara Jade        | Mara Jade        | Mara Jade        |            |            | Han Solo      | Han Solo      | Han Solo      | Han Solo      | Han Solo      | Han Solo      |            |            | Leia Organa | Leia Organa | Leia Organa | Leia Organa | Leia Organa | Leia Organa |          |          |          |          |  |  |             |             |             |             |             |             |
|                |                |                |                |                |                |               |               |                  |                  |                  |                  |                  |                  |            |            |               |               |               |               |               |               |            |            |             |             |             |             |             |             |          |          |          |          |  |  |             |             |             |             |             |             |
|                |                |                |                |                |                |               |               |                  |                  |                  |                  |                  |                  |            |            |               |               |               |               |               |               |            |            |             |             |             |             |             |             |          |          |          |          |  |  |             |             |             |             |             |             |
|                |                |                |                | Ben Skywalker  | Ben Skywalker  | Ben Skywalker | Ben Skywalker | Ben Skywalker    | Ben Skywalker    |                  |                  | Jaina Solo       | Jaina Solo       | Jaina Solo | Jaina Solo | Jaina Solo    | Jaina Solo    |               |               | Jacen Solo    | Jacen Solo    | Jacen Solo | Jacen Solo | Jacen Solo  | Jacen Solo  |             |             | Tenel Ka    | Tenel Ka    | Tenel Ka | Tenel Ka | Tenel Ka | Tenel Ka |  |  | Anakin Solo | Anakin Solo | Anakin Solo | Anakin Solo | Anakin Solo | Anakin Solo |
|                |                |                |                | Ben Skywalker  | Ben Skywalker  | Ben Skywalker | Ben Skywalker | Ben Skywalker    | Ben Skywalker    |                  |                  | Jaina Solo       | Jaina Solo       | Jaina Solo | Jaina Solo | Jaina Solo    | Jaina Solo    |               |               | Jacen Solo    | Jacen Solo    | Jacen Solo | Jacen Solo | Jacen Solo  | Jacen Solo  |             |             | Tenel Ka    | Tenel Ka    | Tenel Ka | Tenel Ka | Tenel Ka | Tenel Ka |  |  | Anakin Solo | Anakin Solo | Anakin Solo | Anakin Solo | Anakin Solo | Anakin Solo |
|                |                |                |                |                |                |               |               |                  |                  |                  |                  |                  |                  |            |            |               |               |               |               |               |               |            |            |             |             |             |             |             |             |          |          |          |          |  |  |             |             |             |             |             |             |
|                |                |                |                |                |                |               |               |                  |                  |                  |                  |                  |                  |            |            |               |               |               |               |               |               |            |            | Allana Solo |             |             |             |             |             |          |          |          |          |  |  |             |             |             |             |             |             |